# Gastone Simoni (militare)
Gastone Simoni (Roma, 29 novembre 1917 – El Alamein, 27 ottobre 1942) è stato un militare italiano insignito della medaglia d'oro al valor militare alla memoria nel corso della seconda guerra mondiale.

## Biografia
Figlio di Simone Simoni e di Mercedes Biscossi, vompletò gli studi militari dapprima al Collegio Militare di Roma e poi alla Regia Accademia Militare di Fanteria e Cavalleria di Modena, venendo nominato sottotenente dell'arma di cavalleria nell'ottobre 1937. Dopo aver frequentato la Scuola di applicazione di Pinerolo, fu assegnato al Reggimento "Genova Cavalleria" (4º), con cui dal 10 giugno 1940 partecipò alle operazioni belliche alla frontiera occidentale contro la Francia; dall'aprile 1941 combatté in Jugoslavia e poi nei territori ex jugoslavi in operazioni di controguerriglia. Al rientro al deposito, chiese ed ottenne di essere trasferito nella specialità paracadutisti. Frequentò così il corso presso la Scuola di Tarquinia, venendo poi assegnato nell'agosto 1941 al IV Battaglione paracadutisti mobilitato del 187º Reggimento paracadutisti della 185ª Divisione paracadutisti "Folgore". Assunto il comando della 110ª Compagnia, nel luglio 1942 partì in volo per l'Africa Settentrionale Italiana, raggiungendo il fronte ad El Alamein, dove rimase ucciso nel corso della seconda battaglia di El Alamein. Decorato con la medaglia d'oro al valor militare alla memoria, era iscritto al IV anno di legge nell'Università di Roma.

### Annotazioni
1. ↑  Generale del Regio Esercito, fucilato poi dai nazisti nell'eccidio delle Fosse Ardeatine e per questo decorato anch'egli con la medaglia d'oro al valore militare.

### Fonti
1. ↑  Gruppo Medaglie d’Oro al Valore Militare 1965, p. 571.
2. 1 2 3 4 5 6  Combattenti Liberazione.
3. ↑  Quirinale - scheda - visto 23 marzo 2023
4. ↑  Registrato alla Corte dei conti lì 5 aprile 1945, guerra registro 3, foglio 255.